# Río Duero (Michoacán)
Der Río Duero ist ein ca. 75 km langer Nebenfluss des Río Lerma im mexikanischen Bundesstaat Michoacán. Er wurde von Einwanderern nach dem spanisch-portugiesischen Fluss gleichen Namens benannt.

## Verlauf
Der Río Lerma (manchmal auch Río Zapadores genannt) entspringt im bergigen Gebiet beim Ort Carapán ca. 8 km östlich des Städtchens Chilchota. Anschließend fließt er in nordöstlicher Richtung und südlich an der Großstadt Zamora de Hidalgo vorbei. Im sumpfigen Gelände südlich von Briseñas verbreitert er sich zu einem See und mündet kurz darauf in den Río Lerma.

## Nutzung
Infolge der Nutzung des Wassers für Trinkwasser- und Bewässerungszwecke verliert er viel Wasser und ist stellenweise nicht mehr als ein Rinnsal.